# Christer George
Christer George (Oslo, 11 agosto 1979) è un ex calciatore norvegese, di ruolo centrocampista.

## Carriera

### Club
George iniziò la carriera professionistica con la maglia dello Skeid, squadra per cui debuttò nella Tippeligaen: il 25 aprile 1997 subentrò infatti ad Anders Michelsen nella sconfitta per tre a zero contro il Molde.
Nel 1998, passò allo Strømsgodset. Vi rimase fino al 2000, collezionando 74 presenze e segnando 23 reti. Successivamente a questa esperienza, si trasferì al Rosenborg: esordì il 16 settembre 2000, sostituendo Roar Strand nel successo per due a uno sul Bodø/Glimt. Il 21 ottobre siglò la prima rete per il nuovo club, fissando il punteggio della sfida contro il Moss sull'uno a uno finale. Il 24 ottobre dello stesso anno, giocò il primo match nelle competizioni europee per club: fu titolare nella sconfitta per sette a due contro il Paris Saint-Germain, realizzando entrambe le reti della sua squadra.
Nel 2004, passò agli spagnoli del Córdoba. L'anno seguente, fu acquistato dallo Aarhus, in Danimarca. Debuttò il 12 marzo 2005, nella sconfitta per due a uno in casa del Viborg. La settimana seguente, andò in rete nell'incontro con il Nordsjælland. Nel 2006 tornò allo Strømsgodset e contribuì alla promozione nella massima divisione.
Rimase in squadra fino al 2010, quando si trasferì al Fredericia. Terminata questa esperienza, si ritirò dal mondo del calcio ed entrò in quello della musica, trasferendosi negli Stati Uniti d'America.

### Nazionale
George giocò 68 partite per le Nazionali giovanili norvegesi, realizzando 25 reti. Il 26 gennaio 2003 debuttò anche per la selezione maggiore, subentrando a Pa Modou Kah nel pareggio in amichevole per uno a uno contro gli Emirati Arabi Uniti.

## Palmarès

### Giocatore

#### Club

##### Competizioni nazionali
- Tippeligaen: 4

Rosenborg: 2000, 2001, 2002, 2003
- Coppa di Norvegia: 1

Rosenborg: 2003